# 欽塔巴拉登省

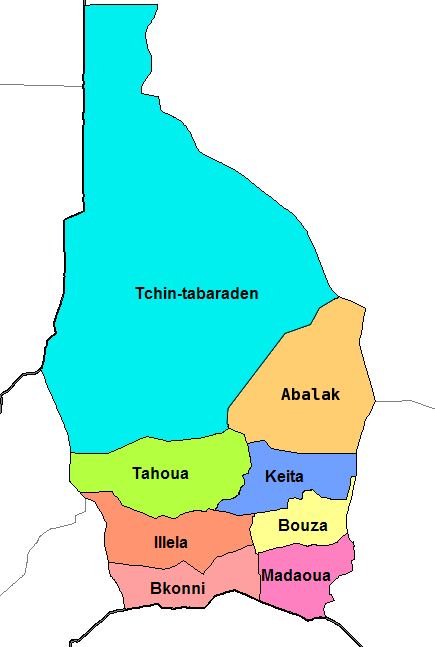

15°54′06″N 5°48′10″E / 15.90167°N 5.80278°E
欽塔巴拉登省（法語：Tchintabaraden），是尼日爾的省份，位於該國西部，由塔瓦大區負責管轄，東南面是阿巴拉克省，面積77,448平方公里，2011年人口124,337，人口密度每平方公里1.6人。